# Värld och vetande
Värld och vetande var en tvärvetenskaplig och populärvetenskaplig tidskrift (ISSN: 0346-4873) grundad 1951 av lundaastronomen Knut Lundmark.
Tidskriften utgavs med 10 nummer per år, men mot slutet var utgivningen oregelbunden och tidskriften lades ner 1998.